# Parafia św. Elżbiety w Cieszynie
Parafia Świętej Elżbiety – parafia rzymskokatolicka znajdująca się w Cieszynie. Należy do dekanatu Cieszyn diecezji bielsko-żywieckiej. Jest prowadzona przez księży diecezjalnych. W 2005 roku do parafii należało 4100 rzymskichkatolików.
Historia parafii związana jest z zakonem sióstr elżbietanek, które sprowadziły się do Cieszyna w 1754, pierwotnie do budynku, w którym mieści się dziś Poczta Polska na rynku. Nowy klasztor i obecny kościół parafialny poświęcone zostały w 1903, w 1973 ustanowiono tu stację duszpasterską, a samodzielną parafię erygowano 27 grudnia 1980 roku. Patronką parafii jest św. Elżbieta Węgierska.

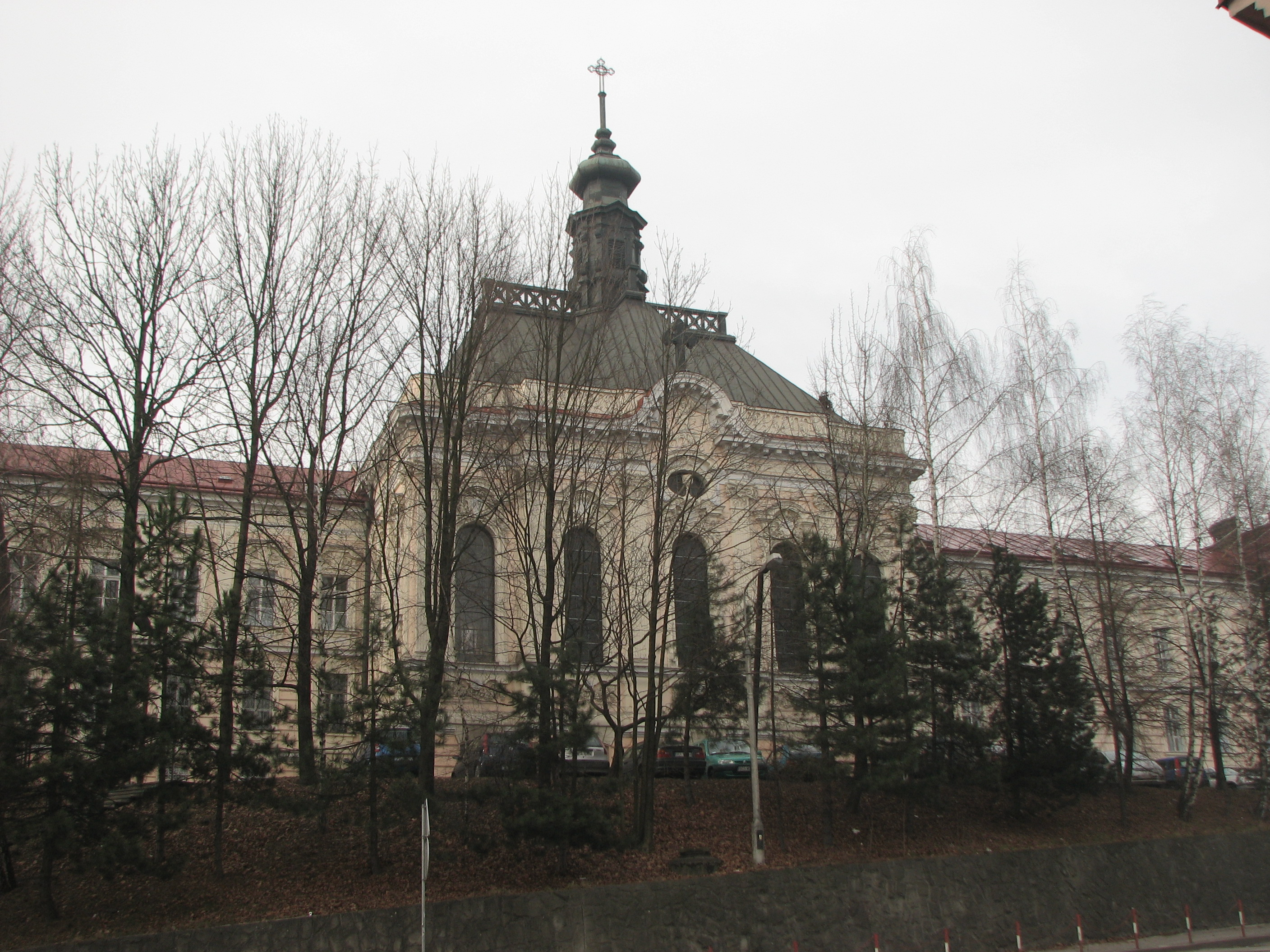
Kościół św. Elżbiety w Cieszynie
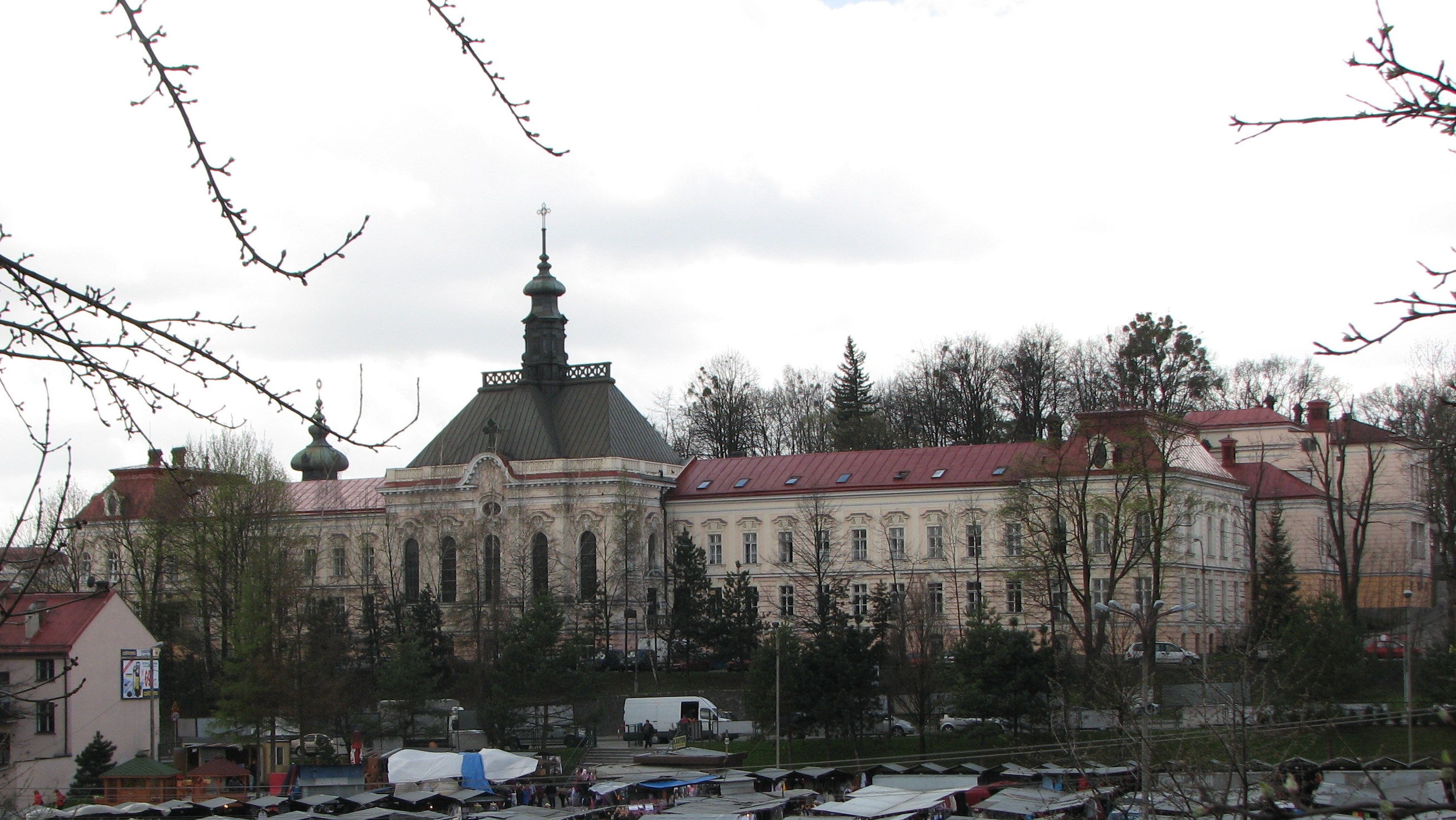
Szpital, klasztor sióstr elżbietanek i kościół św. Elżbiety w Cieszynie